# Commission internationale de protection radiologique
Pour les articles homonymes, voir Commission internationale (homonymie).
La Commission internationale de protection radiologique (CIPR, en anglais International Commission on Radiological Protection ou ICRP) est une organisation non gouvernementale internationale qui émet des recommandations concernant la mesure de l'exposition aux rayonnements ionisants et les mesures de sécurité à prendre sur les installations sensibles. La quasi-totalité des réglementations et normes internationales et des réglementations nationales en radioprotection reposent sur ces recommandations.
Issue de la création en 1928 du Comité international de protection contre les rayons X et le radium, elle est formellement fondée sous son actuelle appellation en 1950. Toujours de jure une association-fille de la Société internationale de radiologie, son domaine d'intérêt ne se limite plus à la protection dans le secteur médical : ses travaux englobent aujourd'hui l'ensemble des aspects de la protection contre les radiations (ou radioprotection), par exemple la sécurité des travailleurs du nucléaire ou la protection de la population. Désormais, la CIPR émet également des recommandations dans le domaine de la radiopharmaceutique.

## Historique de la CIPR

### Aux temps héroïques
À la fin du XIXe siècle une série de découvertes dans le domaine de la physique met en évidence diverses sources de radiations : Wilhelm Röntgen découvre les rayons X à la fin de 1895, Henri Becquerel observe, au début de 1896, une hyperphosphorescence (qu'il nommera ensuite « Radioactivité ») et les époux Curie découvrent en 1898 le Radium et le Polonium.
La découverte des rayons X, qui suscite l’intérêt immédiat d'un vaste public, donne très vite lieu à des applications médicales (notamment par le moyen de fluoroscopes) et commerciales. D'abord ignorants des effets potentiellement néfastes, et portés par l'enthousiasme de cette découverte et par ses potentialités, les scientifiques conduisent tant leurs travaux que ces examens médicaux sans aucune précaution. Les quelques mises en garde restent inaudibles. Dans ces conditions des effets secondaires ne tardent pas à se manifester, comme les radiodermites, que les scientifiques sont généralement alors peu enclins à attribuer aux rayonnements eux-mêmes. Ce déni a lieu tandis que les rayons X sont dès cette époque utilisés pour la destruction de tissus biologiques. Très tôt des effets délétères aigus sont constatés (le cas de John Hall-Edwards en offre un exemple). Le premier décès directement attribué à l'exposition aux rayonnements, est d'ailleurs lié à l'usage du fluoroscope : c'est celui de Clarence Madison Dally (en), un assistant de Thomas Edison, survenu en 1905.
Tant auprès du grand public que de la communauté scientifique, la découverte de la radioactivité par Becquerel ne suscite d'abord pas un intérêt comparable à celle des rayons X. Toutefois, à la suite des travaux des Curie, la possibilité d'utilisation médicale du Radium qui se fait jour, donne au radium une popularité certaine : dès 1904 l'utilisation médicale du Radium est bien établie. Des effets secondaires semblables à ceux occasionnés par les rayons X sont vite observés à la suite de l'exposition au radium par les chercheurs ou lors d'applications médicales. À l'époque la dangerosité du radium, opposée aux bénéfices attribués aux multiples usages thérapeutiques dont il fait l'objet, peine à être reconnue.
En 1898 la roentgen society britannique forme en son sein un comité chargé d'étudier les effets néfastes des rayons X (en 1921 la roentgen society change d’appellation, et devient le British X-Ray and Radium Protection Committee).
En 1899, un journaliste new-yorkais, John Dennis, fait campagne pour réglementer l'accès à la profession de radiologue et pour pénaliser les accidents consécutifs aux examens.
Ce n'est qu'en 1911 que la littérature scientifique mentionne, pour la première fois, une association possible entre les rayonnements et la leucémie.
Malgré toutes ces observations, et bien que l'on arrive à dater de 1896 la première préconisation émise isolément par un praticien, et en dépit, par exemple, des multiples mises en garde et réalisations de William Herbert Rollins (en), la protection des techniciens et du personnel médical exposés tarde à être coordonnée. La quasi-disparition au début des années 1900 du nombre de radiodermites aiguës consécutive à l'amélioration des matériels (invention de William David Coolidge) et des pratiques amoindrit l’intérêt des scientifiques pour les questions de sécurité. Aux États-Unis, les tribunaux et les journaux donneront à ces questions une actualité qui incitera toutefois les professionnels à la réflexion sinon à l'action.
La nécessité d'une réglementation pour protéger les patients et le corps médical sera bien évoquée en 1913 en Allemagne et en 1915 en Grande-Bretagne ; ces dernières résolutions de la British Röntgen Society demeurent négligées, la guerre imposant d'autres priorités. À la suite du décès de plusieurs de ses membres, la London Radium Society alerte la communauté des scientifiques.

### Entre-deux-guerres
Les observations d'effets néfastes sont multipliées du fait de la guerre de 1914-1918 quand de très nombreuses radiographies de combattants blessés sont réalisées dans des hôpitaux militaires de campagne dans des conditions hâtives et sommaires.
En 1914 le décès d'un radiologue italien, Eugenio Tiraboschi, est mentionné par les journaux du monde entier.
Le décès, notamment du fait d'anémie aplasique, d'éminentes figures œuvrant dans le domaine de la radiologie, suscite une émotion et une publicité défavorable appelant des mesures : en septembre 1920 l’American Roentgen Ray Society (en) forme un comité chargé d'étudier cette question (roentgen protection committee) ; non sans lien avec un article paru dans le London Times de mars, le Comité britannique de protection contre les rayons X et le radium (British X-ray and Radium Protection Committee) se crée en 1921. En 1921 le Comité britannique produit les premières recommandations formelles fixant une durée journalière maximum pour les techniciens ; l'année suivante, l'association américaine de radiobiologie reprend ces recommandations.
En 1925 plusieurs scientifiques français s'alarment du décès de deux chercheurs du laboratoire Curie ayant travaillé dans l'industrie du radium.
À l'invitation du British Institute of Radiology, des délégués de plusieurs pays sont conviés au premier congrès international de radiologie à Londres, du 1er au 4 juillet 1925. À cette occasion est admise la nécessité d'une quantification de la radioexposition ; à cet effet est créé lors de ce congrès le « comité des unités de mesure des rayonnements » (l'« International X-ray Unit Committee »),.
En 1925, Arthur Mutscheller propose la première limite annuelle professionnelle (qu'il renouvellera et modifiera en 1928 et en 1934),. En 1926 le Bureau néerlandais de la santé émet des recommandations. Cette même année 1926, la société italienne de radiologie médicale forme un comité technique chargé de questions de radioprotections.
En 1928, à Stockholm, les participants au deuxième Congrès international de radiologie instituent un « Comité international de protection contre les rayons X et le radium »/« International X-Ray and Radium Protection Committee » (IRRPC) avec pour mission d'élaborer des règles de protection destinées aux radiologistes et aux techniciens afin d'assurer la sécurité du médecin et du malade lors des examens (la création de ce comité est fortement incitée par une épidémie de leucémies chez les radiobiologistes). Ce comité est constitué de cinq personnes : George W.C. Kaye, Stanley Melville (seul médecin du comité), Lauriston S. Taylor (en), Gustav Grossmann et Rolf Sievert (la présidence de ce comité international est formellement attribuée à Rolf Sievert, mais c'est le Britannique George Kaye qui en est effectivement à la tête). Lors de ce même congrès, le «comité des unités de mesure des rayonnements » adopte le roentgen comme unité de mesure de l'exposition à ces sources de rayonnement. (l'historienne des sciences Soraya Boudia compte deux autres membres de l' IRRPC : Guilio Ceresole et Iser Solomon). À cette même occasion est décidée la création de l'International Commission on Radiological Education (en). Le délégué américain au congrès de Stockholm, et par ailleurs membre du bureau américain des normes, Lauriston Taylor, est chargé par ses pairs de créer une organisation analogue au comité international aux États-Unis : l'U.S. Advisory Committee on X-Ray and Radium Protection (en) (ACXRP) voit le jour en 1929 ; en 1931 ce comité américain émet ses premières recommandations, (limite d’exposition professionnelle de 0,2 röntgen par jour). Les premières recommandations du comité international, émises en 1934, s'aligneront sur celles du comité américain,.
Ces développements institutionnels et scientifiques ont lieu tandis qu'en arrière-plan se développe aux États-Unis le scandale des peintres de cadrans lumineux dans l'industrie horlogère - les Radium Girls - que la National Consumers League mit au jour. En 1932 l'empoisonnement d'un homme par le Radithor nourrit également les débats.
Jusqu'à la Deuxième Guerre mondiale, ce « Comité international de protection contre les Rayons X et le Radium » ne se réunira que lors des congrès internationaux de radiologie, et ce très brièvement (un jour en 1931 à Paris, un jour en 1934 à Zurich et un jour en 1937 à Chicago).
- En 1931, le Français Iser Solomon, inventeur du ionomètre, et l'Italien Enzo Pugno-Vanoni rejoignent le comité.

- En 1934, le Comité, qui décide de se faire connaître sous l’appellation de « Commission », modifie les règles de nomination de ses membres ; ce changement est consécutif aux pressions exercées par le gouvernement allemand -nazi- d'alors[5]. Lors de ce congrès international de radiologie de Zurich une première recommandation — reprenant celle de l'ACXRP de 1931 — est émise qui introduit la notion de « dose de tolérance » en dessous de laquelle aucun effet indésirable n'est supposé. Cette notion de seuil de tolérance ne fait toutefois pas consensus alors : un rapport, signé par Hermann Wintz et Walther Rump[18], publié en 1931 par la Société des Nations, qui synthétise les connaissances de l’époque sur les effets des rayonnements, questionne explicitement la valeur de cette notion[2]. (La mutagénèse induite par les rayons-X, qui avait été mise en évidence par Hermann Joseph Muller, est confirmée par d'autres chercheurs à la fin des années 1920).

- En 1937, à Chicago, la commission étend ses recommandations de 1934 aux rayons gamma [5],[19].

En 1934, l'ACXRP émet ses deuxièmes recommandations qui portent sur l'exposition au radium. Cette même année paraît un article rappelant le décès de 200 radiologistes du fait de leur métier. En 1936 l'ACXRP revoit ses recommandations de 1931 et divise la dose journalière tolérable par deux.
Le congrès prévu en 1940 était programmé en Allemagne. Il n'a évidemment pas lieu. Les archives des congrès internationaux, transférés en Allemagne pour préparer ce congrès ont été perdues.
En 1940 l'ACXRP publie une étude en collaboration avec le ministère de la santé sur les mutations génétiques induites par l'irradiation. Ce rapport, qui préconisait une réduction de la dose tolérée par un facteur 10, est oubliée dans un dossier pendant la guerre.
Le 27 mai 1941 — les États-Unis ne sont pas encore en guerre — publie une recommandation fixant un seuil de tolérance pour le radium (ces recommandations sont issues du travail de Robley Evans). L'ACXRP suspend ses activités pendant la guerre.

### Seconde Guerre mondiale
De l'autre côté de l'Atlantique, la conduite du projet Manhattan conduit à l'adoption de mesures de précautions très strictes, élaborées à la suite d'une vaste synthèse des connaissances alors disponibles : il était stratégiquement important de préserver à tout prix la santé des chercheurs. Dans le cadre de ces travaux, le Dr Robert Spencer Stone, responsable sanitaire sous la direction de Stafford L. Warren, lance un programme de recherche ambitieux pour mieux comprendre ce qui se passait en dessous des seuils d’apparition des effets déterministes et pour essayer de lever les incertitudes sur les effets à long terme des rayonnements. Cette recherche contribua à faire progresser de façon considérable les connaissances sur les effets des rayonnements. En 1945, les bombardements d’Hiroshima et de Nagasaki, seront l'occasion d'observations (notamment du fait de l'Atomic Bomb Casualty Commission (en)), elles-mêmes sources de persistantes controverses. C'est dans le cadre du projet Manhattan que s'est constituée la health physics (en). Les mesures de précaution préconisées par Stone restent néanmoins dépendantes des hypothèses portées par les recommandations de la commission internationale en 1934.
Le programme de construction de navires de guerre entraîne aux États-Unis un très grand développement de la radiologie industrielle.
Le 1er août 1946 le Atomic Energy Act of 1946 institue la Commission de l'énergie atomique des États-Unis qui transfère le contrôle de l'énergie atomique des militaires aux civils à partir du 1er janvier 1947 ; cette loi McMahon comporte toutefois une disposition qui permet aux autorités d'exercer une censure sur les études effectuées (doctrine Born secret (en) qui cessera, en droit, de s'appliquer à ce domaine en 1992). L'Atomic Bomb Casualty Commission (en) est instituée fin novembre 1946. Le Laboratoire national d'Oak Ridge met à disposition d'établissements de santé des radionucléides, accélérant ainsi le développement de la médecine nucléaire.
Le National Council of Radiation Protection (en) se reconstitue en décembre 1946 sous une forme et une appellation renouvelée : plusieurs organismes gouvernementaux en sont désormais membres.

### La refondation de 1950
La quantité de données générées par le projet Manhattan et les explosions atomiques et le développement de réacteurs nucléaires rendent souhaitable le travail d'un grand nombre de chercheurs notamment afin de coordonner les normes de radioprotection. À l'issue de la guerre, les communications entre chercheurs américains, britanniques et canadiens peuvent reprendre plus librement : le 17 septembre 1948, en vue de ressusciter l'ICXRP, les Américains Gioacchino Failla (en) et H. Lisco sont invités à participer à une réunion d'un comité du British Medical Council chargé de la radioprotection. Des échanges informels s'ensuivent.
En septembre 1949 les États-Unis convient des experts du Canada et de la Grande-Bretagne à une conférence tripartite à Chalk River pour discuter de questions relatives à la sécurité et la radioprotection. Le Canada et la Grande-Bretagne signifient alors leur adhésion aux nouvelles normes adoptées par le National Council of Radiation Protection (en) qui en 1949, a abandonné la notion de seuil de tolérance pour celle de « dose maximale permissible » (des points de désaccords persistent, qui ne seront résolu qu'à la troisième conférence tripartite en 1953 à Arden House, Harriman, New York). Les conclusions de cette conférence auront une grande influence sur les réflexions de la CIRP. Les recommandations de 1949 du comité américain, les premières à être publiées après-guerre, auront une influence sur la plupart des décisions prises ensuite.
En juillet 1950 lors du sixième congrès international de radiologie, à Londres, est décidée la création de la Commission internationale de protection radiologique (CIPR) destinée à prendre la suite de l'ICXRP dont deux membres seulement ont survécu à la guerre : Taylor et Sievert (qui n'ont d'ailleurs ni l'un ni l'autre pris part aux programmes nucléaires développés pendant la guerre ; Taylor travaillant toutefois pour l'US Air Force). Le changement de nom reflète la conscience d'un accroissement des dangers potentiels à la suite des bouleversements et des développements technico-scientifiques intervenus depuis la dernière réunion de 1937 (Developments in nuclear physics and their practical application since the last international congress have greatly increased the number and the scope of potential hazards). La structure de la CIPR est clairement calquée sur celle de la NCRP à la différence près que les sous-comités de la CIRP sont composés exclusivement de scientifiques.(D'ailleurs certains de ceux-ci, comme Gioacchino Failla et Karl Z. Morgan (en), occupent des fonctions analogues dans l'une et l'autre structure). À côté de la CIRP est décidée également la création de la commission internationale des unités de mesure radiologiques (CIUMR). Ces commissions sont créées à partir de comités préexistants. La CIRP bénéficie du fonds de données accumulées pendant la seconde guerre mondiale.
À l'occasion de ce sixième congrès, les règles de fonctionnement et de sélection des membres de la CIRP sont fixées et six sous-comités.
En plus de leur président, chaque commission comptait douze membres. Les premières recommandations du CIPR furent rendues publiques en 1951. Celles-ci comportent un volet organisationnel : la CIPR souhaite que chaque État intéressé se dote d'une organisation nationale équivalente calquée sur la sienne. Cette recommandation correspond alors au souhait de Sievert de faire de la CIPR l'unique institution internationale chargée des questions radiologiques alors - et encore aujourd'hui - traitées par plusieurs institutions. Cette recommandation restera sans effet.
Les postes sont pourvus dans l'année 1951. Avant la réunion du congrès international suivant, celui de Copenhague de 1953, la CIPR est opérationnelle.

### Depuis 1950
Une conférence intergouvernementale tripartite se tient en 1950 à Harwell, qui marque ouvertement le début d'échanges entre l'association statutairement non gouvernementale qu'est la CIPR et diverses organisations gouvernementales.
Outre une réunion informelle en 1952, la CIPR se réunit pour la seconde fois en 1953 lors du congrès international de radiologie de Copenhague (à l'occasion de laquelle la création de la Société internationale de radiologie est décidée).
Les essais nucléaires atmosphériques sont causes de retombées radioactives qui attirent l'attention des médias américains en 1954 avec l'accident du navire japonais Lucky Dragon 5. L'émotion publique est internationale. Elle suscite d'une part la création du Comité scientifique des Nations unies pour l'étude des effets des rayonnements ionisants en décembre 1955 et conduit d'autre part l'Académie nationale des sciences via le Conseil national de la recherche à mener une étude. Publiée en 1956, cette étude « BEAR » (Biological Effects of Atomic Radiation), est critiquée par les généticiens Hermann Joseph Muller et Alfred Sturtevant. Au Royaume-Uni, le Conseil de la recherche médicale publie sur le même sujet. Publiées concomitamment en juin 1956, les travaux des commissions américaines et britanniques, qui se sont secrètement consultées, arrivent aux mêmes conclusions, qui minimisent les effets des retombées et soulignent l'impact prédominant de la radioactivité naturelle.
La CIPR et ses sous-comités tels que redéfinis en 1952 se réunissent ensuite en 1956 à Genève. C'est à cette occasion que sont formalisés ses liens avec l'OMS qui reconnaît notamment à la CIPR le statut d'organisation non-gouvernementale associée. L'OMS s'engage également à aider la CIPR à traduire et à diffuser ses recommandations.
En 1958 l'AIEA fait savoir qu'elle ambitionne de couvrir tous les aspects de l'activité nucléaire, y compris les questions de radioprotection. Ce souhait est réaffirmé lors d'un congrès de l'AIEA de 1959 .
En 1959, c'est avec l'Agence internationale de l'énergie atomique que des liens sont formalisés tandis que des relations sont également instituées avec le Comité scientifique des Nations unies pour l'étude des effets des rayonnements ionisants, l'Organisation internationale du travail, l'Organisation des Nations unies pour l'alimentation et l'agriculture, l'Organisation internationale de normalisation, et l'Organisation des Nations unies pour l'éducation, la science et la culture. Dans les années 1960, les modalités de financement de l'organisation s'élaborent. En 1962 le poste de secrétaire général devient salarié.
En 1960 l'U.S. Congressional Joint Committee on Atomic Energy auditionne des experts sur les normes en matière de protection radiobiologiques (Radiation Protection Criteria and Standards: Their Basis and Use.).
En 1979 le professeur Edward Radford, membre de la CIPR, publie un rapport dans le cadre de la mission confiée par le biological effects of ionising radiation (Beir) de l'Académie américaine des sciences. Ce rapport, très attendu car arrivant juste après l'accident nucléaire de Three Mile Island, suscite de vives tensions au sein même du comité qui l'a élaboré ; l'Académie des sciences procède au retrait du rapport et en publie une version remaniée. En désaccord avec la CIPR, Radford doit quitter cette institution (la justesse des vues de Radford sera ultérieurement reconnue) .
Le 26 avril 1986 a lieu la catastrophe nucléaire de Tchernobyl.
En septembre 1987 à Côme, des statuts sont adoptés (modifiés ultérieurement en 2002).
En 1990 l'Académie américaine des sciences publie l'étude BEIR V.

### Liste des principaux membres

#### Présidents
Rolf Sievert (1928-1931), René Ledoux-Lebard (1931-1937), Lauriston S. Taylor (1937-1950), Ernest Rock Carling (1950-1956), Rolf Sievert (1956-1962), Edward Eric Pochin (en) (1962-1969), C. Gordon Stewart (1969-1977), Bo Lindell (1977-1985), Dan Jacobo Beninson (en) (1985-1993), Roger Clarke (1993-2005), Lars-Erik Holm (2005-2009), Claire Cousins (2009-).

#### Secrétaires scientifiques
George Kaye (1928), Lauriston Taylor (1934,1937, 1947-50), Walter Binks (1950-55), Eric Smith (1956), Bo Lindell (1957-62), David Sowby (1962-85), Mike Thorne (1985-87), Hylton Smith (1987-97), Jack Valentin (1997-2008), Chris Clement (2009-).

#### Autres personnes étant ou ayant été membres de la CIPR
Jacques Lochard (rejoint la CIPR en 1993 comme secrétaire du comité 3; devient membre du comité 4 en 1997; préside le comité 4 depuis 2009), Maurice Tubiana, Dmitry Popov, Henri Jammet, Austin Brues, William Mayneord (en), Hermann Joseph Muller, Karl Z. Morgan (en),Shields Warren (en) , Louis Bugnard, Jean-Claude Nénot, Jacques Lafuma, Annie Sugier, Jean-François Lecomte, Richard Osborne...

## Fonctionnement
Le siège de l'organisation dépend de la localisation géographique de son président.

### Nomination des membres
Les membres sont choisis par cooptation.

### Composition et mode de fonctionnement
La CIPR est composée d'une commission principale et de sous-comités, dont le nombre et le domaine d'activité ont évolué au cours du temps.
Les membres de la commission principale sont cooptés ; leur nomination est soumise à l'approbation de la Société internationale de radiologie.
Actuellement la CIPR comporte 5 comités permanents : comité 1 (effets des radiations), comité 2 (dosimétrie), comité 3 (protection dans le domaine médical aussi bien concernant les patients que les travailleurs), comité 4 (application des recommandations de la CIPR), comité 5 (protection de l'environnement).
Le comité 4 a été institué en 1962.

### Budget
La CIPR est domiciliée au Royaume-Uni avec le statut d'independent charity. Son financement est principalement assuré par les contributions volontaires des organisations, nationales ou internationales, ayant un intérêt dans le domaine de la radioprotection. L'activité éditoriale procure des revenus complémentaires. En mettant gratuitement à disposition de la CIPR les scientifiques qui dépendent d'elles, en prenant à leur charge les frais de déplacement et de participation aux congrès, les organisations membres apportent une aide appréciable au financement des activités de la CIPR.
Dans les années 1950, les premiers fonds sont venus de la Fondation Ford (50 000 $/an), de la Fondation Rockefeller (25 000 $/an), de l'OMS (9 000 $/an) et de la Société internationale de radiologie (1 000 $/an).

## Composition actuelle de la commission principale
Dr Claire Cousins (président), Acad. Abel Julio González (vice-président), Dr John D. Boice Jr., Dr John R. Cooper, professeur Jai-Ki Lee, M. Jacques Lochard, Dr Hans-Georg Menzel, Dr William F Morgan, Dr Ohtsura Niwa, Dr Zi Qiang Pan, professeur R Jan Pentreath, Dr Nataliya Shandala, Professor Eliseo Vañó. Le secrétaire scientifique est Christopher H. Clement CHP.

## Recommandations
Depuis 1950 la CIPR a émis plus d'une centaine de recommandations. Les plus importantes, les recommandations générales, sont émises tous les dix à quinze ans. Ce sont : Publication CIRP 1 (1959), Publication CIRP 6 (1964), Publication CIRP 9 (1966), Publication CIRP 26 (1977) (amendée et élargie par une déclaration en 1978 puis par d'autres déclarations en 1980, 1983, 1984, 1985 et 1987), Publication CIRP 60 (1990) et enfin la CIPR 103 de 2007. La CIPR publie également des recommandations sur des sujets plus particuliers : déchets hospitaliers (CIPR 5 de 1959), situations d’urgence pour les travailleurs (CIPR 28 de 1978), Radon dans les habitations (CIPR 39 de 1984), situations d’urgence pour le public (CIPR 40), Déchets radioactifs (CIPR 46 de 1985), Gestion de l’héritage – sites et territoires contaminés (CIPR 82 de 1999), principes de surveillance de l'environnement liée à la manipulation de matières radioactives, protection contre les sources de rayonnement utilisées en médecine, protection radiologique dans les activités d'enseignement, évaluation des doses reçues du fait de l'irradiation interne, métabolisme du plutonium et d'autres actinides, protection des patients en radiothérapie, risque de cancer du poumon dû au radon et à ses produits de filiation…
L'objectif de ces recommandations est de « contribuer à un niveau de protection approprié pour les personnes et pour l’environnement contre les effets néfastes des expositions aux rayonnements, sans limiter de façon excessive les actions humaines souhaitables qui peuvent être associées à ces expositions ».
Si en 1950, la CIPR appelle à ce que « tous les efforts soient entrepris pour réduire les expositions à tous les types de rayonnements ionisants au niveau le plus bas possible », cette ambition du plus bas niveau d'exposition possible, s'est effectivement heurtée à des nécessités pratiques et politiques, qui ont conduit la CIPR à intégrer des considérations économiques et sociales dans l'évaluation des actions de réduction des expositions.
L'une des plus importantes contributions de la CIPR est la publication et la révision de recommandations couvrant tous les aspects de la radioprotection :
- Spécification des grandeurs dosimétriques à utiliser (dose absorbée, dose équivalente et dose efficace);
- Définition du mode de calcul de ces grandeurs, et des coefficients nécessaires à leur calcul (facteurs de pondération des rayonnements, facteurs de pondération tissulaires);
- Définition de limites de doses pour le public comme pour les travailleurs exposés.

Les normes de radioprotection de la CIPR reposent sur des études épidémiologiques, notamment celles qui ont été conduites sur les survivants des bombardements atomiques de Hiroshima et Nagasaki, les populations victimes des retombées de la catastrophe de Tchernobyl, ou encore sur les ouvriers des installations nucléaires.
La CIPR utilise les données scientifiques de l’UNSCEAR pour élaborer ses recommandations.
Les recommandations sont actuellement établies en suivant trois principes :
- Principe de justification : toute irradiation, si faible soit-elle, doit être justifiée par les avantages recueillis par la collectivité ou par la personne qui reçoit l'irradiation (ceci suppose qu'il n'existe pas d'alternative non irradiante – par exemple en Médecine, qu'une échographie ne peut pas apporter la même information diagnostique qu'un examen réalisé avec des rayons X)

- principe de limitation des doses conduit à fixer, par voie réglementaire, des limites à respecter pour l'exposition des personnes. Ces limites ont pour objectifs de prévenir les effets déterministes et de limiter les effets stochastiques. Ces limites ne s'appliquent pas aux personnes exposées à des fins médicales ni en cas de situation d'urgence radiologique.

- principe d'optimisation : la protection doit être optimisée et le nombre de personnes exposées, ainsi que les doses reçues, doivent être réduites autant que raisonnablement possible compte tenu des contraintes économiques et sociales.

### Recommandations de 1934
La dose tolérable est fixée à 1 Röntgen par semaine de travail (pour la CIPR, l'année comporte 50 semaines de travail); cette norme se comprend comme un débit de dose bien plus que comme une dose annuelle.

### Recommandations 1958/1962
Les recommandations de la Commission en 1956 à Genève furent rédigées en septembre 1958, publiées en 1959 (Pergamon Press) sous le titre Publication CIPR 1. (La traduction française a été publiée en 1963, Gauthier-Villars éditeurs, Paris).
CIPR 1 remplace la limite professionnelle hebdomadaire par une limite annuelle qui tient compte de l’accumulation des doses ; cette limite correspond à une moyenne de 50 mSv par an mais autorise des dépassements exceptionnels, bornés à 30 mSv par trimestre. Le seuil d'exposition pour le reste de la population est fixé à 5 mSv.

### Recommandations de 1965 (CIPR 9)
Les doses seuils sont réduites pour les femmes enceintes.

### Recommandations de 1977 (CIPR 26)
International Commission on Radiological Protection, "Recommendations of the International Commission on Radiological Protection", ICRP Publication 26(Adopted January 17, 1977). Annals of the ICRP, vol. 1 no 3, Pergamon Press.
La publication 26 de la CIPR effectue la synthèse actualisée des recommandations précédente et énonce les trois principes de la radioprotection : justification de la pratique ; optimisation des doses collectives et limitation des doses individuelles.
Aborde pour la première fois le cas du Radon dans les mines.
Elle introduit le concept de « détriment » pour identifier, et si possible quantifier, tous les effets délétères des rayonnements.
C'est dans la CIPR 26 qu'est formulé : « maintenir les expositions aussi bas que raisonnablement possible compte tenu des facteurs économiques et sociaux ».

### Recommandations de 1990 (CIPR 60)
Le 22 juin 1990, un communiqué de presse de la CIPR annonce un prochain changement de ses recommandations générales. La publication 60 de la CIPR, publiées en 1991, recommande de limiter les doses individuelles du public à 1 millisievert par an et celles des travailleurs à 100 millisievert sur cinq ans, sans dépasser 50 millisievert par an.
En 1990 par la recommandation CIPR 60, la CIPR abandonne explicitement l'hypothèse du seuil : « Il n’y a pas de seuil en dessous duquel il n’y a aucun effet » (Art.21) ; « Le rayonnement naturel n’est pas inoffensif […]. L’irradiation naturelle ne fournit aucune justification pour réduire l’attention […] aux sources artificielles » (Art. 140).
La CIPR (60) trouve en partie son origine dans la réévaluation des données des bombardements d'Hiroshima et de Nagasaki intervenue en 1986.
La dose seuil est abaissée : elle passe de 50 mSv par an à 20 mSv/an pour les travailleurs et 1 mSv pour le public ; pour les travailleurs la dose peut toutefois atteindre 50 mSv en une année si le total de 5 années ne dépasse pas 100 mSv.
Une distinction est introduite entre les recommandations s'appliquant à des situations normales de travail et celles s'appliquant en situation dite d'« intervention ». Constatant que cette distinction est source de confusions, la CIPR envisagera des modifications qui seront incluses dans les recommandations suivantes.
Élargit et affine la notion de « detriment » introduite par la précédente recommandation.
La CIPR (60) consacre le principe d'optimisation.

### Recommandations de 2007 (CIPR 103)
En mars 2007, CIPR approuve à l’unanimité la version finale, qui est publiée quelques mois plus tard, de son projet de nouvelles recommandations élaborées pour la première fois à la suite d'un processus de consultation avec plusieurs organismes nationaux et internationaux qui se sera étalé sur neuf années.
Depuis 2007, la CIPR, abandonnant la distinction entre pratiques et interventions, distingue trois types de situations d’exposition :
- planifiées : situations relatives aux opérations normales des activités contrôlées qui incluent les expositions potentielles (activités nucléaires, industries Naturally occurring radioactive material (en) (« Radioactivité naturelle renforcée » (NORM/TENORM)), personnels navigants, radon sur les lieux de travail),
- existantes : situations qui préexistent à la décision de les contrôler(Radon dans l’habitat, zones contaminées, situation post accidentelle)
- d'urgence : situations inattendues qui peuvent survenir pendant le cours des opérations d'activités contrôlées et qui requièrent des actions d'urgence

La CIPR 103 prend en compte la protection des organismes vivants non-humains.

## Adoption des recommandations par les différents États
Ces recommandations n'ont aucun caractère obligatoire mais font référence sur le plan international.« L’expérience montre qu’après chaque publication de nouvelles recommandations de la CIPR se développe une période d’exégèse du texte qui par ailleurs alimente le processus de transposition des recommandations d’abord dans les directives internationales puis dans les réglementations nationales » .

### États-Unis
La législation américaine pour la radioprotection est pour une bonne part basée sur des publications CIPR encore plus anciennes (publications no 26 et 30), et a commencé à évoluer pour intégrer la publication no 60.

### Europe
Les réglementations européennes (et donc entre autres la réglementation française) reposent essentiellement sur la publication CIPR 60, via la directive Euratom 96/29. Une réflexion est en cours pour mettre à jour la législation européenne et prendre en compte la publication CIPR 103.

## Critiques formulées à l'égard de la CIPR
- « La CIPR a toujours accordé une importance prééminente aux données provenant d'Hiroshima et Nagasaki, en dépit du caractère peu généralisable de cette étude, lié notamment au débit de dose très élevé de cette irradiation »[44]. La méthodologie de la CIPR, et sa dépendance aux données collectées à Hiroshima et Nagasaki, sont soumises à une critique renouvelée en 1983 à la suite d'un documentaire dénonçant un risque de leucémie accrue pour les enfants habitant à proximité du site nucléaire britannique de Sellafield ; les autorités britanniques missionnent un comité ad-hoc, le COMARE, dont le premier rapport (1986), soumis au Committee on Medical Aspects of Radiation in the Environment (en), ne trouve pas d'augmentation significative de leucémie autour du site ; ces conclusions ont été critiquées dans leurs présupposés théoriques[45].

Les études épidémiologiques, qui forment la base des estimations de risque de cancer radioinduit chez l'homme sont entachées de nombreuses incertitudes, puisqu'elles varient en fonction du modèle utilisé ainsi que des données de base.
- Des scientifiques, notamment Christopher Busby (en), reprochent à la CIPR, de ne pas prendre correctement en compte la nocivité des « particules chaudes » (Hot particle (en)).

- « Le modèle de la CIPR a une base physique, datant d'avant la découverte de l'ADN.» d'après le Comité européen sur le risque de l'irradiation. Rosalie Bertell et Alice Stewart ont apporté leur soutien au CERI qui est présidé par Inge Schmitz-Feuerhake (en).

- En 1978 Alice Stewart et Thomas Mancuso publient une étude qui conteste les recommandations de la CIPR (faibles doses)

- La CIPR 60 est non appliquée aux États-Unis

- Concurrencée par l'AIEA

- Les membres de la CIRP se retrouvent dans d'autres organisations, notamment dans l'UNSCEAR[47], ce qui facilite les communications mais induit également une solidarité confraternelle et une unité de vue éventuellement dommageables à la prise en compte de réflexions différentes de celles promues par ces institutions.

- La CIPR, tout comme l'OMS, ne soutiennent pas la traduction, en anglais, d'un grand nombre de travaux de scientifiques russes ayant publié sur les divers aspects sanitaires de la catastrophe de Tchernobyl[23].

- Roger Belbéoch a entrepris une critique épistémologique et historique de l’activité normative de la CIPR[48].